# San Pantalon

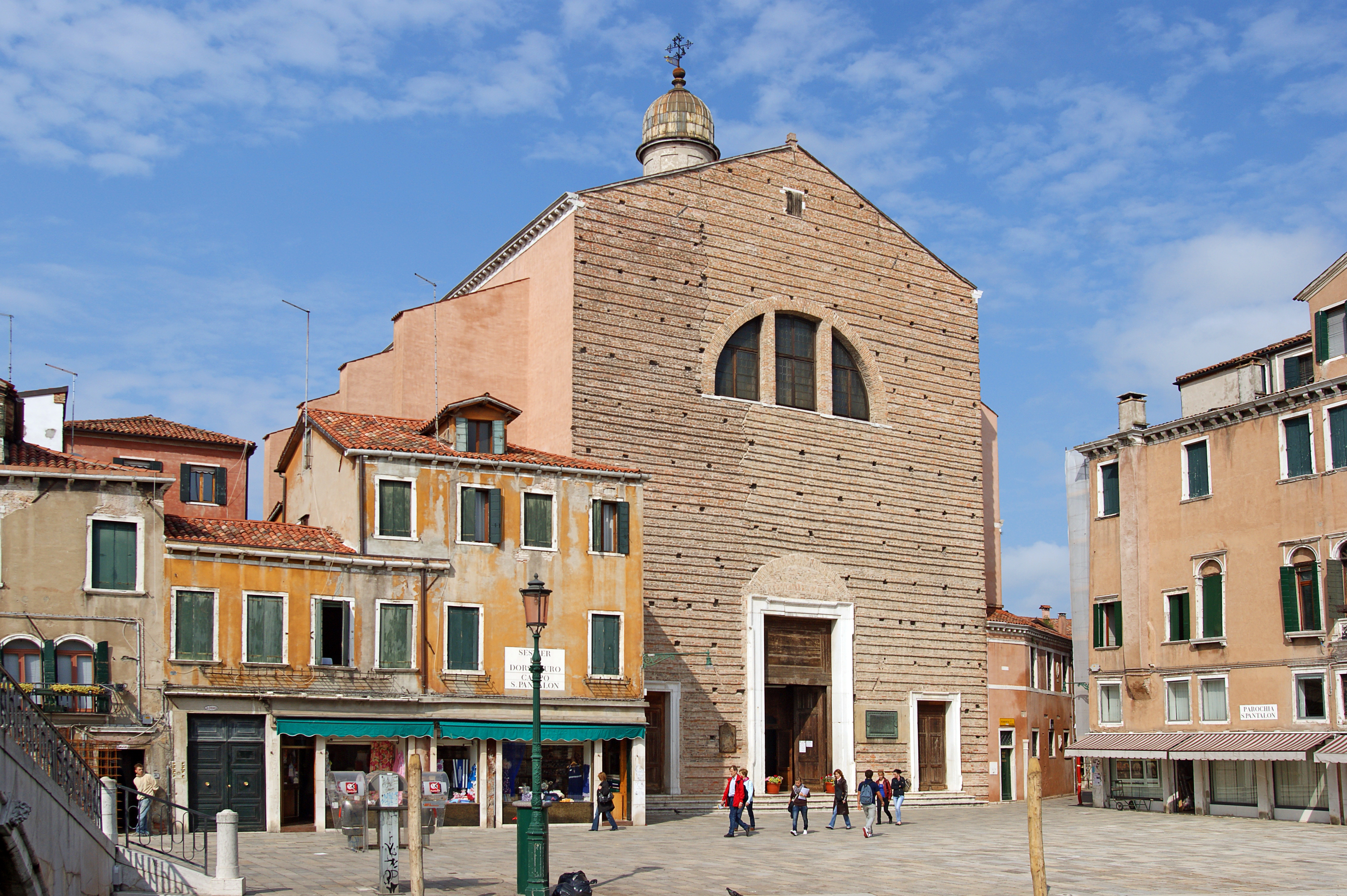
Die Fassade von San Pantalon

Die Chiesa di San Pantaleone Martire, bekannt als San Pantalon im venezianischen Dialekt, ist eine Kirche im Bezirk Dorsoduro von Venedig. Sie liegt am gleichnamigen Campo und ist dem Heiligen Pantaleon gewidmet – eine Beziehung zur Figur des Pantalone aus der venezianischen Commedia dell’arte besteht dabei nicht. Eine geplante Marmor-Verkleidung der Fassade scheiterte (wahrscheinlich) aus finanziellen Gründen.

## Geschichte

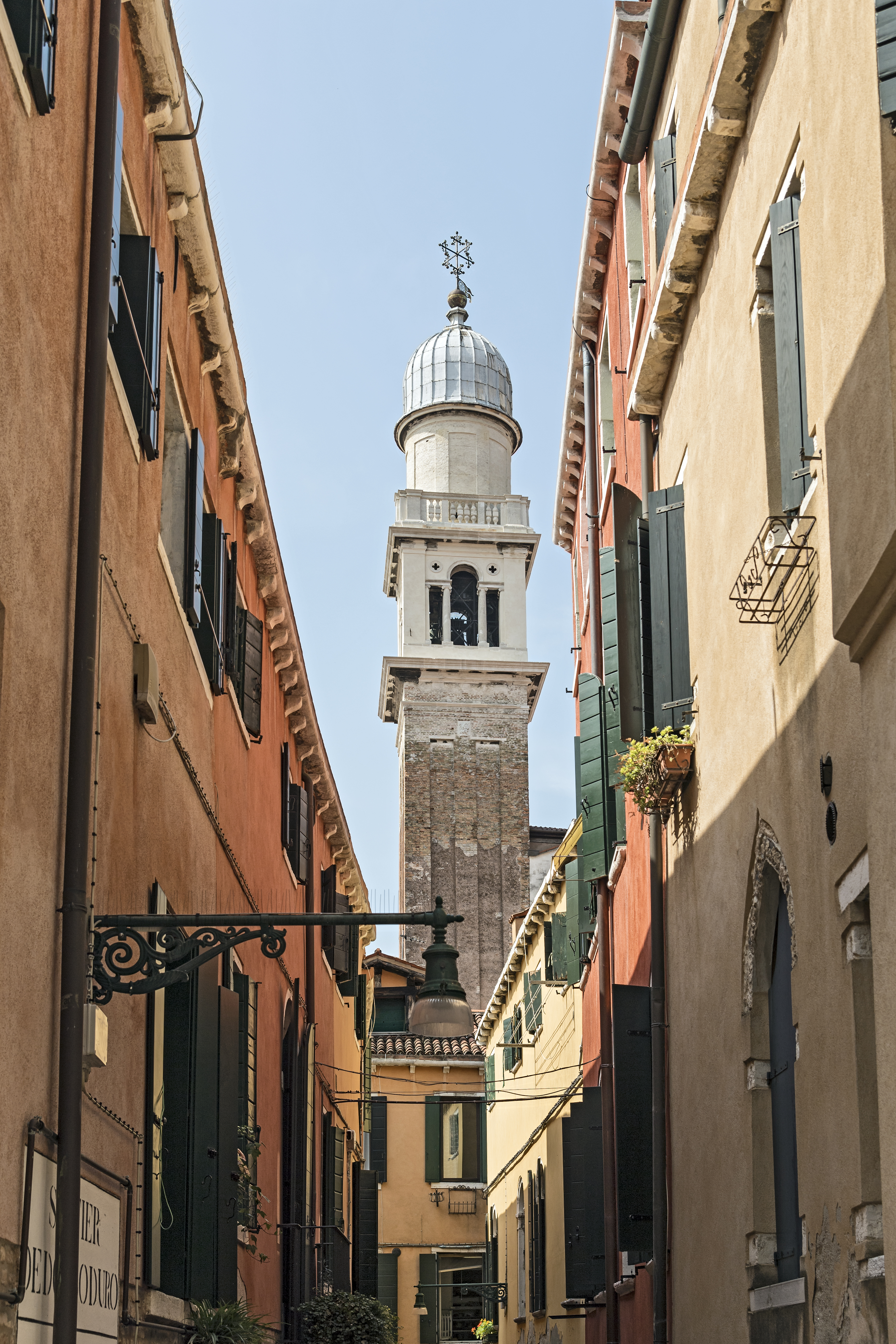
Glockenturm

Der Kult des Heiligen Pantaleon aus Nikomedia in Bithynien, der den Verfolgungen unter Kaiser Maximian zum Opfer gefallen sein soll, erscheint in den Quellen erstmals im 11. Jahrhundert. Seine Verehrung, darauf weist die Verbindung mit dem Heiligen Theodor in den Mosaiken der Markusbasilika hin, wo sich auch eine Armreliquie des Heiligen befindet, die bis zur Restaurierung von 1886 eine griechische Inschrift aufwies, kam aus Byzanz, möglicherweise über Ravenna. Das Kalendarium Venetum, das älteste Kalendarium Venedigs, vermerkt den Heiligen unter dem 28. Juli, doch wurde sein Name erst im 15. Jahrhundert in die Messbücher aufgenommen.
In den Quellen erscheint die Kirche San Pantalon erstmals in einem Privileg Papst Alexanders III. aus dem Jahr 1161. Ihre Gemeinde umfasste bis Anfang des 19. Jahrhunderts auch die späteren Gemeindegebiete der Frari, Carmini und Tolentini. Heute ist das Gebiet sehr viel kleiner und wird vom Canal Grande im Osten, vom Rio della Frescada im Norden, dann im Westen von Salizzada Falier und Calle Falier nahe dem Rio del Malcanton begrenzt, im Süden schließlich vom Rio di Ca’Foscari und dem Rio di San Pantalon. Der Name des kleinen Campiello del Traghetto weist darauf hin, dass zumindest bis zum 16. Jahrhundert keine Brücke den letztgenannten Rio überspannte, sondern, dass dort Gondeln als Fähren verkehrten. Da auch die von dort erreichbare Kirche Santa Margherit einer Heiligen aus dem Osten geweiht war, mutmaßte Antonio Niero 1976, dass sich dort vor allem griechische Händler angesiedelt hatten. Möglicherweise befand sich dort ein entsprechendes Handelshaus, ein sogenannter fontego oder fondaco.
Die seit mindestens 1161 bestehende Kirche wurde 1222 renoviert. Dabei war die Orientierung der Kirche, wie der Plan des Jacopo de'Barbari von 1500 zeigt, noch völlig anders als heute. Die Fassade wies auf den Rio Mosca, also ostwärts. Dieser wurde durch eine kleine Brücke überspannt, der Glockenturm befand sich bereits jenseits des Rios. Der Grundriss der Kirche war quadratisch. Sie wies drei Schiffe auf, wobei das höhere Mittelschiff durch eine durchfensterte, polygonale Apsis abgeschlossen war. Eine Reihe von Altären kam im 15. und 16. Jahrhundert hinzu, wobei die von Andrea Palladio konzipierte cappella maggiore von 1557 den baulichen Höhepunkt darstellte. Diese wurde jedoch Ende des 17. Jahrhunderts beseitigt.
Wohl aus statischen Gründen musste die Kirche neugebaut werden. Unter der Federführung des Trevisaner Architekten Francesco Comin entstand das neue Bauwerk zwischen 1668 und 1686. Dabei wurde das Bauwerk, das sich entsprechend den Vorstellungen der Zeit auf den Campo zu öffnen hatte, also nicht mehr auf den Rio, um 90° gedreht. Das Presbyterium befand sich nun im Norden, die Fassade mit ihren drei Portalen wies demzufolge Richtung Süden. Allerdings blieb die Fassade bis heute unvollendet. Um 1720 wurde auch der Glockenturm, der Campanile, neugebaut. Er wird Tommaso Scalafarotto zugeschrieben. Der Hauptaltar von 1671 geht auf Giuseppe Sardi zurück. 1722 wurde eine kleine rechteckige Kapelle links des Presbyteriums angefügt, benannt Santo Chiodo nach den Reliquien, die die Äbtissin des Klarissenklosters auf der Insel Santa Chiara der Kirche überlassen hatte. 1744 entstand das Oratorium mit Spuren von Fresken, die Pietro Longhi schuf.
Eine Reihe von Altären steuerten die Bruderschaften bei. So stiftete die Confraternità Santissimo Sacramento 1513 einen Altar, dann 1538 die Fraterna dei Sacerdorti unter dem Namen der Beata Vergine Concetta, 1541 die Scuola dei Laneri, die sie dem heiligen Bernardino widmete, schließlich 1577 ein Altar der Confraternità della Visitazione della Beata Vergine und 1583 der Annunciata.

## Ausstattung
Die bekannteste Sehenswürdigkeit ist das Deckengemälde von Gian Antonio Fumiani, das das Martyrium und die Apotheose des Namenspatrons darstellt. Es handelt sich dabei nicht um ein Fresko, sondern um eines der größten Leinwandgemälde der Welt. Von 1680 bis 1704 arbeitete Fumiani an dem Werk, das aus etwa 40 aneinander gefügten Leinwandbildern besteht. Dass der Künstler nach Vollendung des Werkes vom Gerüst zu Tode stürzte, ist angesichts der Lebensdaten Fumianis (1643–1710) wahrscheinlich eine Legende. Das Deckengemälde weist auffallende Ähnlichkeiten mit dem Deckenfresko Apotheose des heiligen Ignatius in der Kirche Sant’Ignazio in Rom auf, das der Maler Andrea Pozzo fast zeitgleich (1685 bis 1694) schuf.
In den Seitenkapellen finden sich einige weitere prominente Werke: Der Heilige Pantaleon heilt einen Knaben, ein Spätwerk von Paolo Veronese, sowie eine Marienkrönung von Antonio Vivarini und Giovanni d’Alemagna.

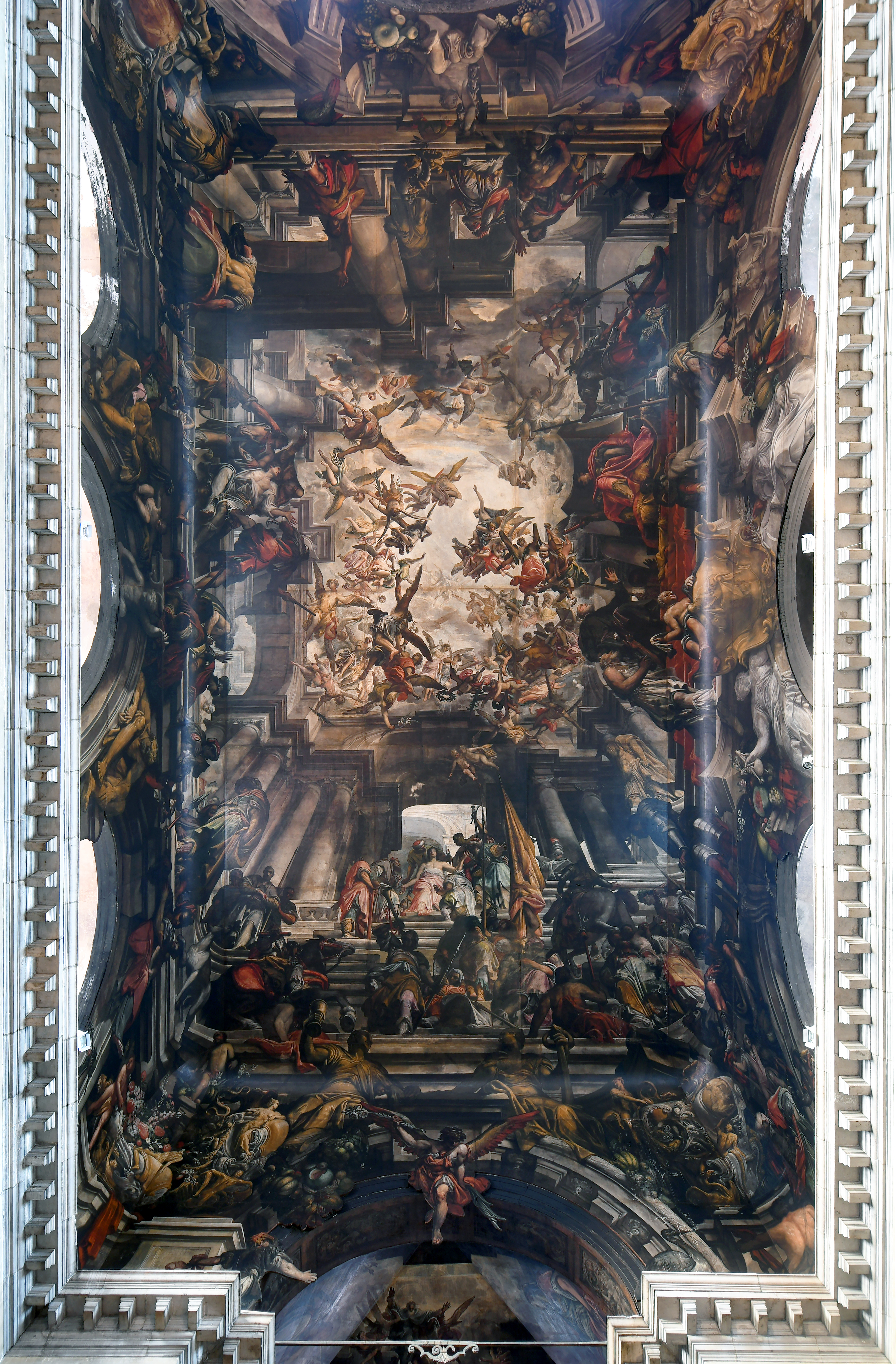
Deckengemälde in San Pantalon
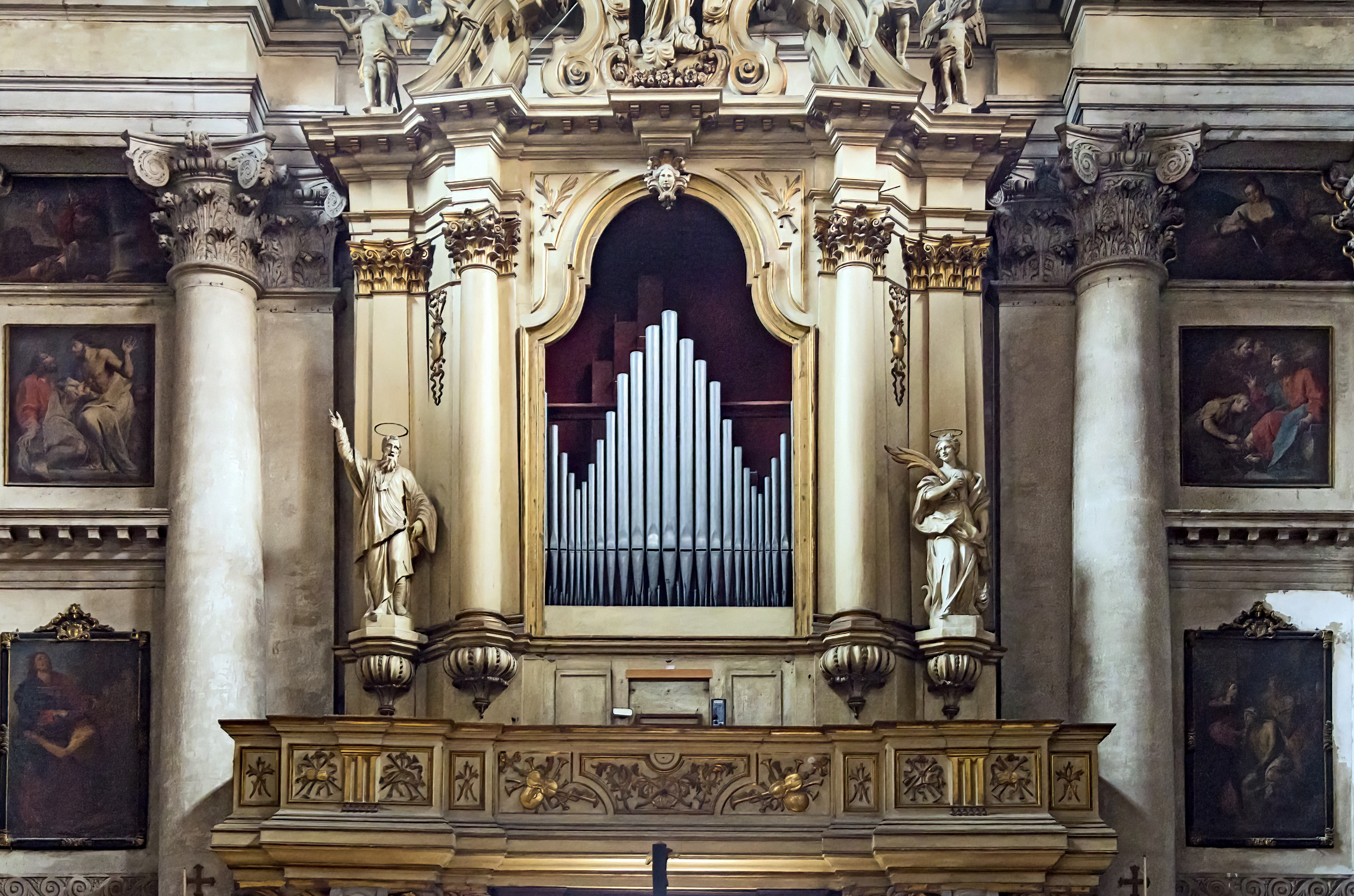
Orgel, Op. 400 von Gaetano Callido
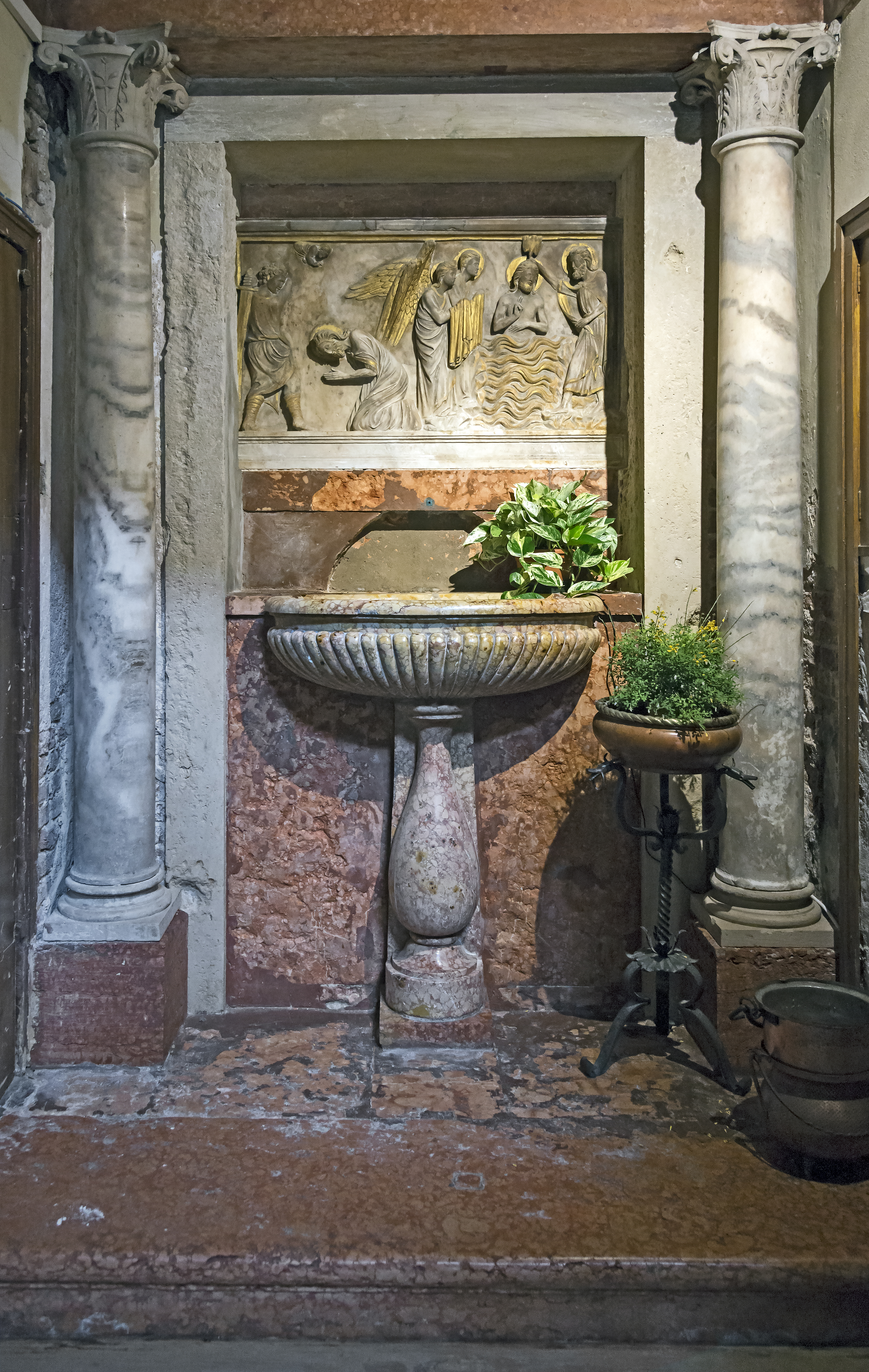
Taufbecken
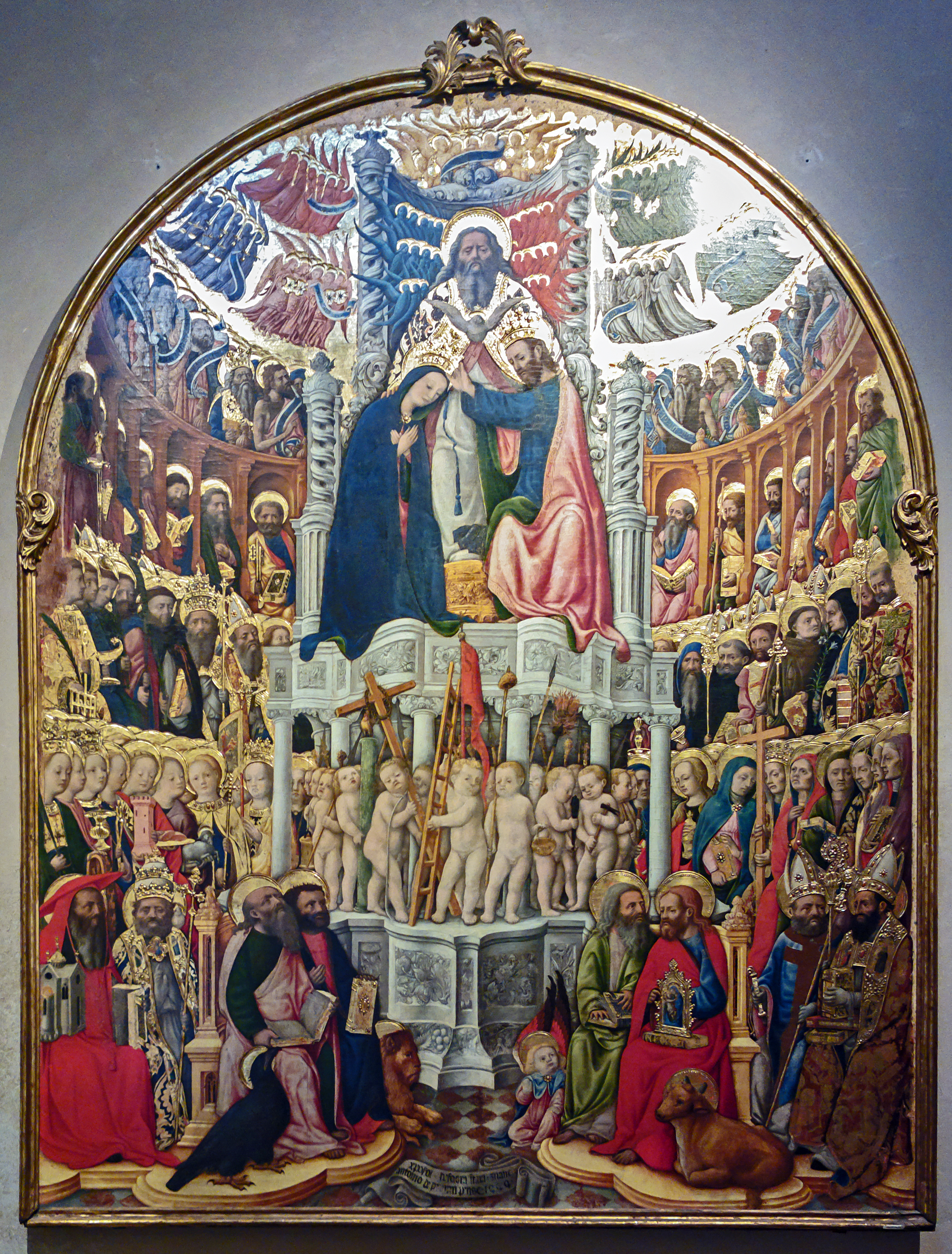
Marienkrönung von Antonio Vivarini und Giovanni d’Alemagna